# كارلوس كونديت
كارلوس جوزيف كونديت (بالإنجليزية: Carlos Joseph Condit؛ مواليد 24 أبريل 1984) هو مقاتل فنون قتالية مختلطة أمريكي سابق. تنافس سابقًا في فئة وزن الوسط في بطولة القتال النهائي (UFC)، حيث كان سابقًا بطل الوزن الوسط المؤقت في يو إف سي. قاتل كونديت سابقًا في المنظمة الترويجية الشقيقة ليو إف سي ، وورلد إكستريم كايج فايتينق (WEC)، حيث كان بطل وزن الوسط في النهائي. نافس كونديت أيضًا في كل من شوت بوكسينغ وبانكريس في اليابان.
أطلق كونديت مشاريع تجارية، بما في ذلك مقهى ومجموعة من الجينز المخصص مع ماركة لوس أنجلوس سين (بالإنجليزية: Sene).

## سجل فنون القتال المختلطة
| السجل المهني |        |          |
| 46 نزال      | 32 فوز | 14 خسارة |
| ضربة قاضية   | 15     | 1        |
| إخضاع        | 13     | 6        |
| قرار القضاة  | 4      | 7        |

## وصلات خارجية
- كارلوس كونديت على موقع بوكس ريك (الإنجليزية) (registration required)
- كارلوس كونديت على موقع يو إف سي (الإنجليزية)
- كارلوس كونديت على موقع شيردوغ (الإنجليزية)
- كارلوس كونديت على موقع Tapology.com (الإنجليزية)
- كارلوس كونديت على موقع فايت ماتريكس (الإنجليزية)